# Sclerostegia tenuis
Sclerostegia tenuis là loài thực vật có hoa thuộc họ Dền. Loài này được (Benth.) Paul G. Wilson miêu tả khoa học đầu tiên năm 1980.